# 訓政時期立法院第二屆立法委員名單
訓政時期立法院第二屆立法委員，指1930年12月至1932年12月任職的中華民國訓政時期第二屆立法院立法委員。

## 名單
总额49人，共67人次。名单如下：
- 院長：胡漢民（1931年3月3日免）→林森（1931年3月3日－12月9日免）→邵元冲（1931年3月23日起代理林森）→張繼（1931年12月9日－1932年1月31日）→覃振（代理張繼）→孫科（1932年1月31日任，未就任）→覃振（代理孫科）
- 副院長：林森（1931年3月3日免）→邵元冲（1931年3月3日－1931年12月29日）→覃振（1931年12月29日－1932年5月14日）→邵元冲（1932年5月14日任）
- 委員（以國民政府令[3]為序）：呂志伊、宋美齡、焦易堂、史尚寬、陳肇英、林彬、馬寅初、戴修駿、陶玄、彭養光、馬超俊、恩克巴圖、鈕永建、孫鏡亞、馮兆異、樓桐孫、吳尚鷹、張志韓、王用賓、蔡瑄、劉盥訓、趙士北、莊崧甫、盧仲琳、劉積學、周緯、羅鼎、鄧召蔭、曾傑、衛挺生、傅秉常、張鳳九、陳長蘅、方覺慧、劉克儁、王葆真、朱和中、吳鐵城、劉景新、鄭愾辰、魏懷、史維煥、朱履龢、黃右昌、郗朝俊、張默君、劉師舜、李書華、竺景崧

張維翰（1931年10月12日補）、王柏齡（1931年10月12日補）、胡庶華（1931年10月12日補）、南桂馨（1931年10月12日補）、黃序鵷（1931年10月12日補）、董修甲（1931年10月12日補）、趙迺傳（1931年10月12日補）、王伯秋（1931年10月12日補）、程中行（1931年10月12日補）、狄膺（1931年10月12日補）、諾那呼圖克圖（1931年10月12日補）、何遂（1931年10月12日補）、凌陞（1931年10月12日補）、廣祿（1931年10月12日補）、鄧家彥（1931年10月12日補，1932年5月19日辭免）、傅汝霖（1932年5月4日補）、賈士毅（1932年8月10日補）、李仲公（1932年9月9日補）。

## 圖集

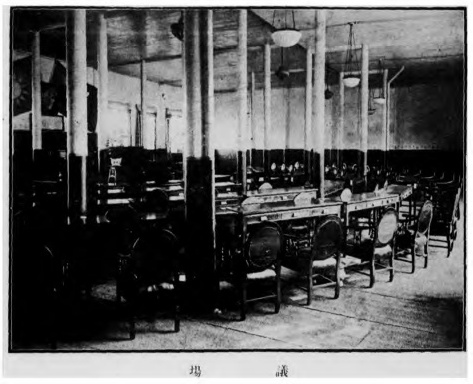
南京侯府立法院議場
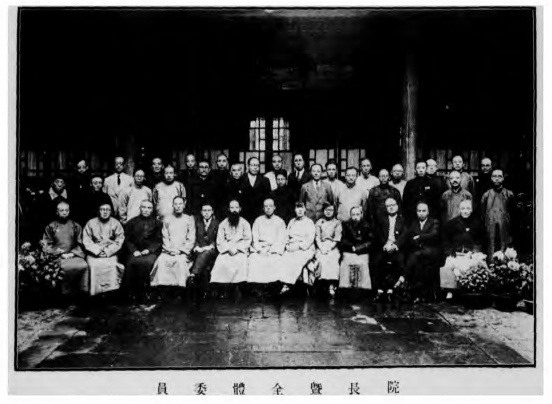
立法院院長暨全體委員
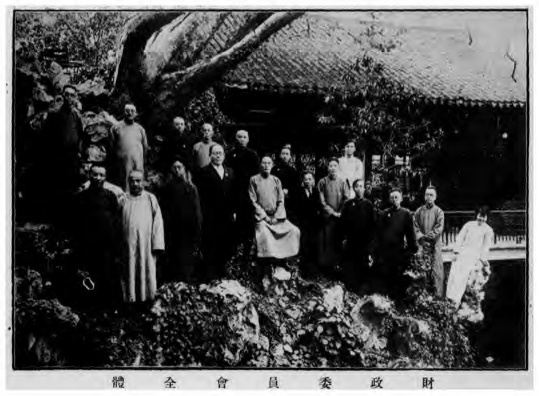
立法院財政委員會全體
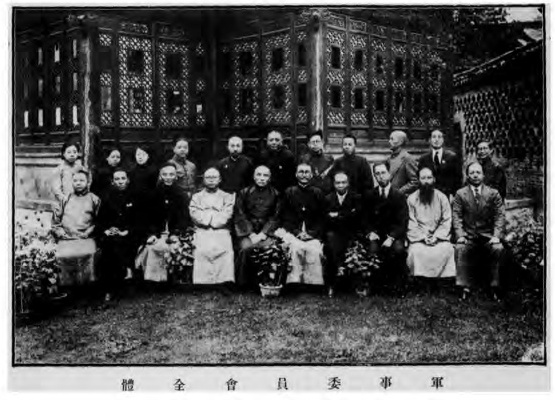
立法院軍事委員會全體
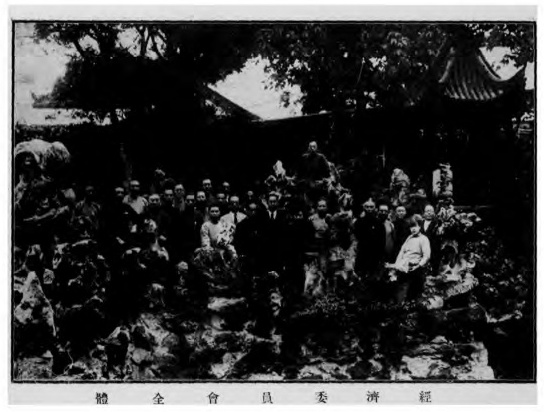
立法院經濟委員會全體
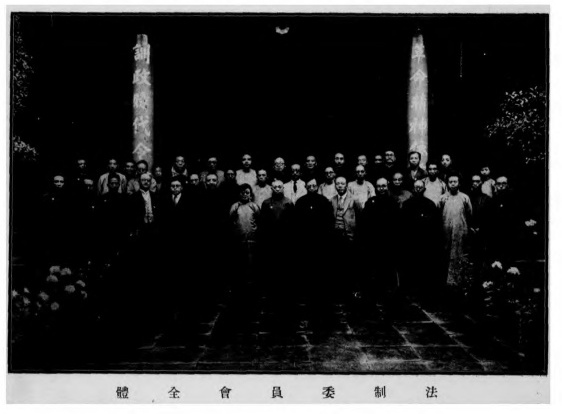
立法院法制委員會全體
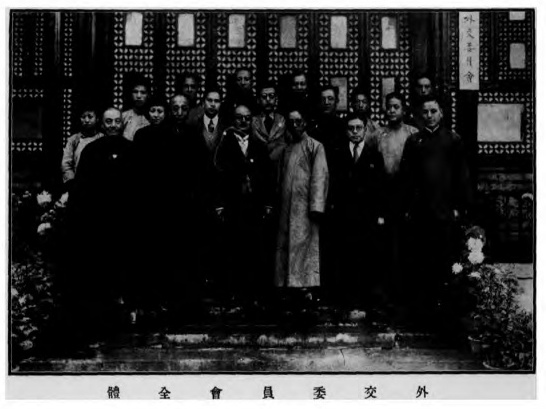
立法院外交委員會全體
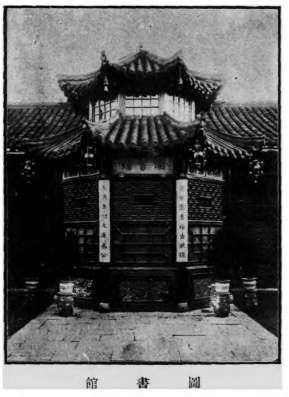
立法院圖書館
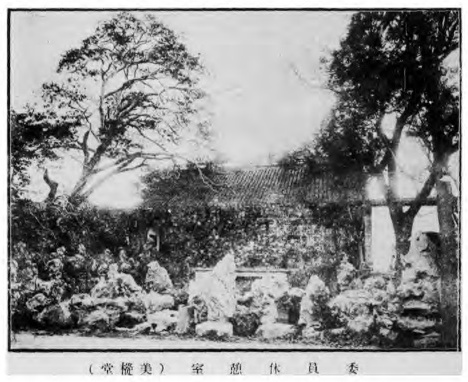
立法院委員休憩室-美樅堂
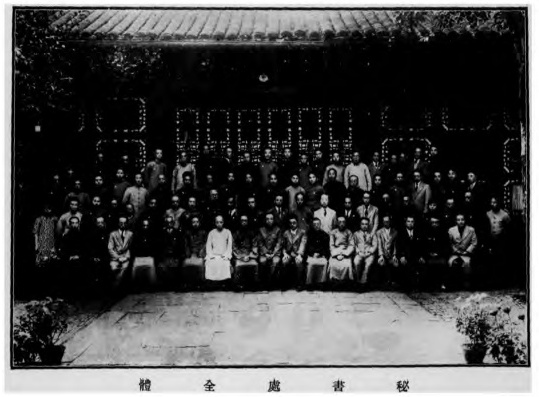
立法院秘書處全體
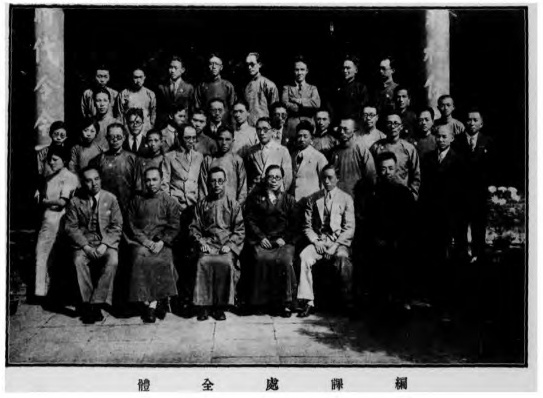
立法院編譯處全體